# Estação Legazpi

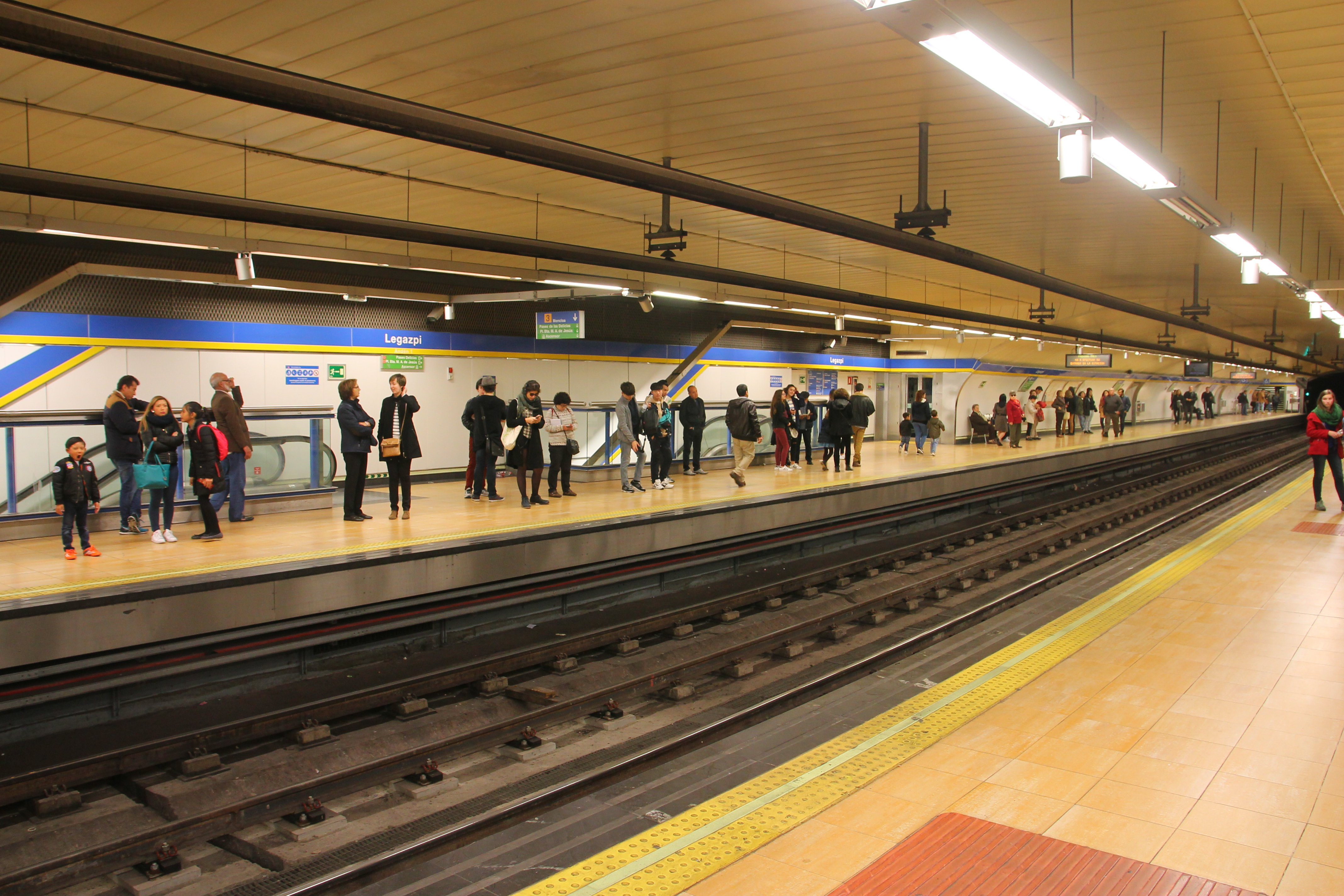
Plataforma de embarque

Legazpi é uma estação da Linha 3 e Linha 6 do Metro de Madrid.

## História
A estação que atende a linha 3 foi inaugurada em 1 de março de 1951 e a da linha 6 entrou em funcionamento em 7 de maio de 1981.